# Synalpheus townsendi
Synalpheus townsendi är en kräftdjursart som beskrevs av H. Coutière 1909. Synalpheus townsendi ingår i släktet Synalpheus och familjen Alpheidae. Inga underarter finns listade i Catalogue of Life.